# Željko Svedružić
Željko Svedružić (Osijek, 16. ožujka 1969. – 20. travnja 2023.) je bio hrvatski znanstvenik u interdiscipilinarnom području, polju biotehnologije u biomedicini.

## Životopis

### Izobrazba
Od 1988. do 1989. godine studira inženjerski smjer fizike, te od 1989. do 1992. inženjerski smjer molekularne biologije i biokemije na Prirodoslovno-matematičkom fakultetu u Zagrebu. Diplomski rad na temu izolacije proteina aktinskog skeleta radi na  Institutu za biokemiju Max Planck od jeseni 1992. do ljeta 1993. godine. Doktorski studij nastavlja u ljeto 1993 na Državnom Sveučilištu u Oklahomi (Oklahoma State University), gdje 1998. godine brani doktorat iz enzimologije, enzimske kinetike, substrate channeling-a i supramolekularne organizacije.

### Karijera
Postdoktorska istraživanja na temu DNA metilacije radi na Sveučilištu Santa Barbara u Kaliforniji od 1998. do 2000. i 2002. godine. Kao poslijedoktorand radi i na enzimologiji stanične signalizacije na Sveučilištu Duke 2001. godine.   Istraživanja na oštećenjima i popravku DNA molekula te na supramolekularnoj organizaciji staničnih DNA struktura radi na Državnom Sveučilištu u Washingtonu od 2003. do 2006. godine. Na  Katoličkom Sveučilištu Leuven u Belgiji od 2007. do 2010. godine radi na molekularnim osnovama Alzheimerove bolesti, specifično na membranskoj proteazi gama-sekretazi.
Nakon povratka u Republiku Hrvatsku 2010. godine zapošljava se  u laboratoriju za medicinsku biokemiju u Psihijatrijskoj bolnici Rab. Od ljeta 2013. godine radi kao docent na Odjelu za biotehnologiju Sveučilišta u Rijeci gdje drži nastavu iz kolegija Kemoinformatika na preddiplomskoj razini i Dizajn biološki aktivnih molekula računalnim metodama na diplomskoj razini. Istraživački rad je usmjeren na strukturu, funkciju i dizajn biomedicinski aktivnih molekula.

## Znanstveni i stručni rad
Od 2014. godine radi na razvoju i komercijalizaciji inhibitora DNA metilacije, na razvoju novih potencijalnih lijekova za Alzheimerovu bolest, te na istraživanju supramolekularne organizacije i substrate channeling-a.

### Popularizacija znanosti
Aktivan je u popularizaciji znanosti. 2013. godine održao je predavanje "Strah od znanosti i tehnologije u doba globalne ekonomske krize" na Internacionalnoj školi iz psihijatrije i kognitivne neuroznanosti u Psihijatrijskoj bolnici Rab, 2014. godine predavanja "Računalo kao prozor u svijet molekula" na Festivalu znanosti i "Utjecaj epigenetike na ljudsko ponašanje, zdravlje i budućnost medicine" na Skepticima u pubu u Rijeci koje organizira Društvo za promociju znanosti i kritičkog mišljenja.

## Vanjske poveznice
- Arhivirana verzija web sjedišta BioSFGroupe
- Navodi Google znalca
- Hrvatska znanstvena bibliografija
- Portfelj Željko Svedružić  Arhivirana inačica izvorne stranice od 17. listopada 2018. (Wayback Machine)